# Gare de Kiev-Tovarny
La gare de Kiev-Tovarny (en ukrainien : Київ-Товарний), est une gare ferroviaire de la banlieue de Kiev, dans le raïon de Solomyanka en Ukraine.

## Service des voyageurs

### Accueil

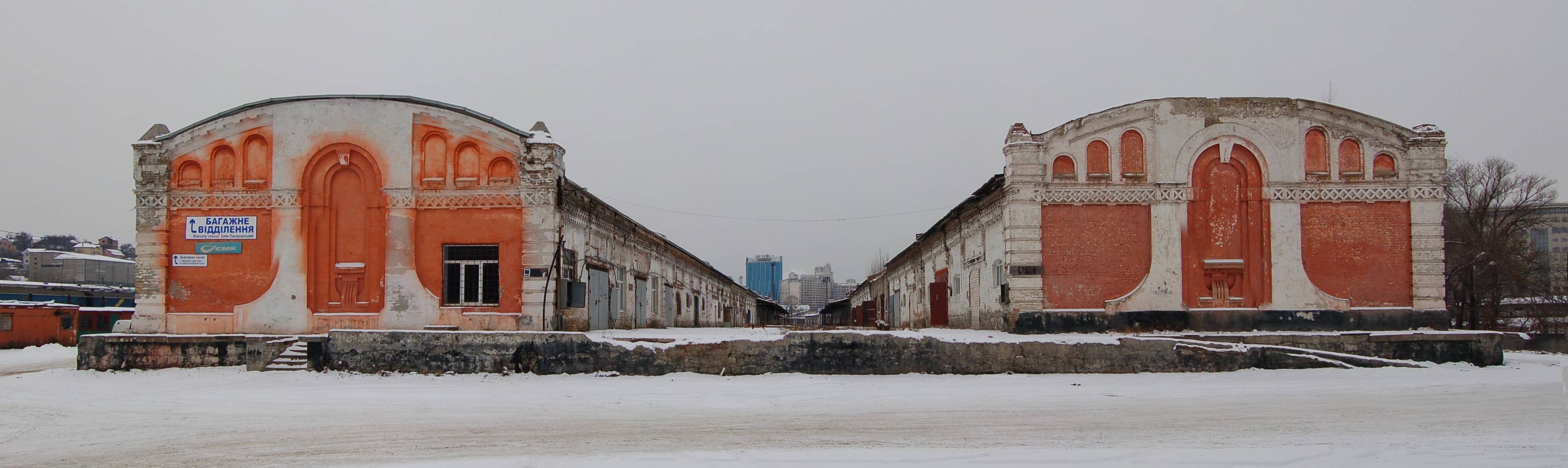
Les bâtiments.
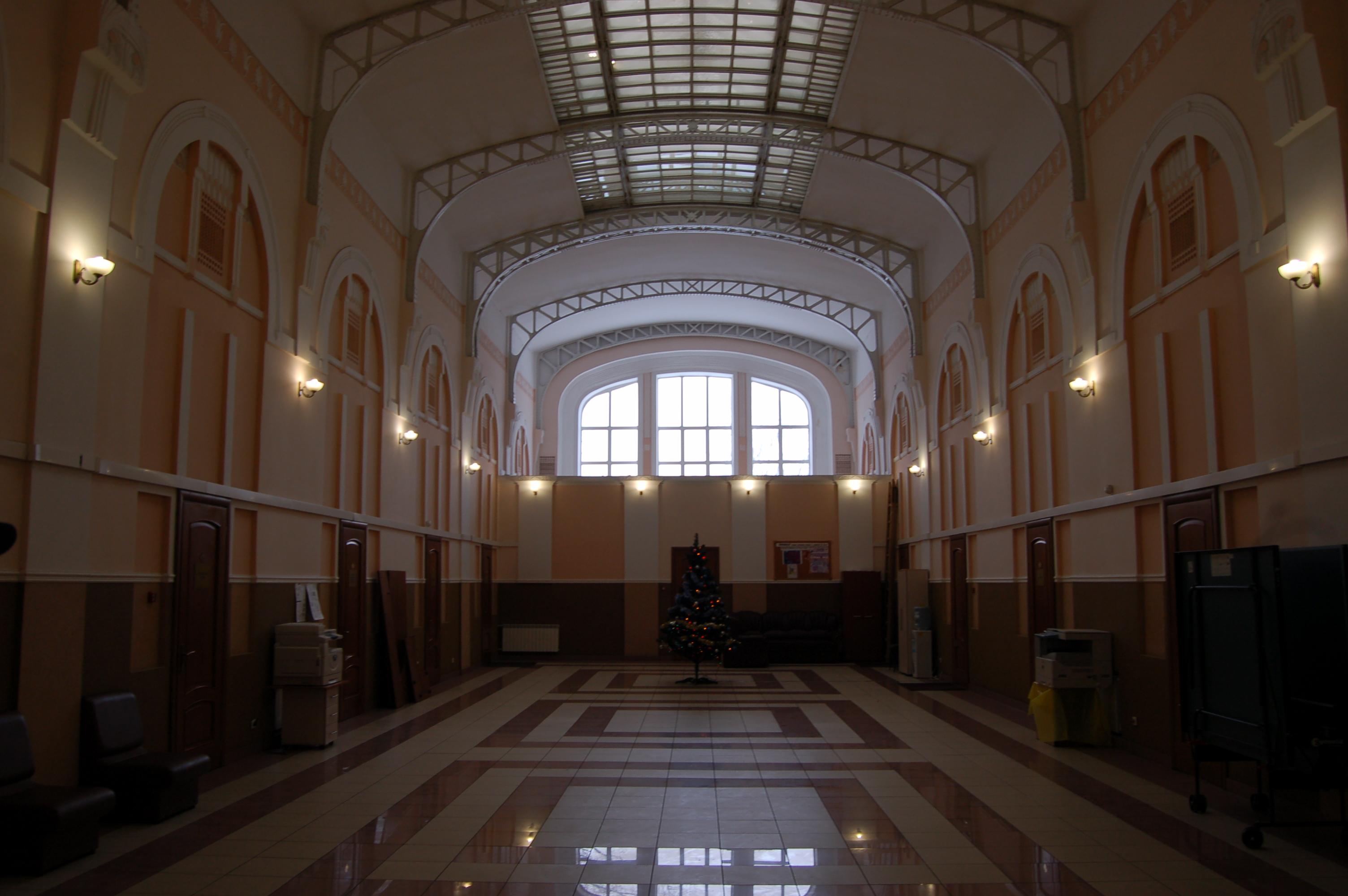
Son hall passagers.
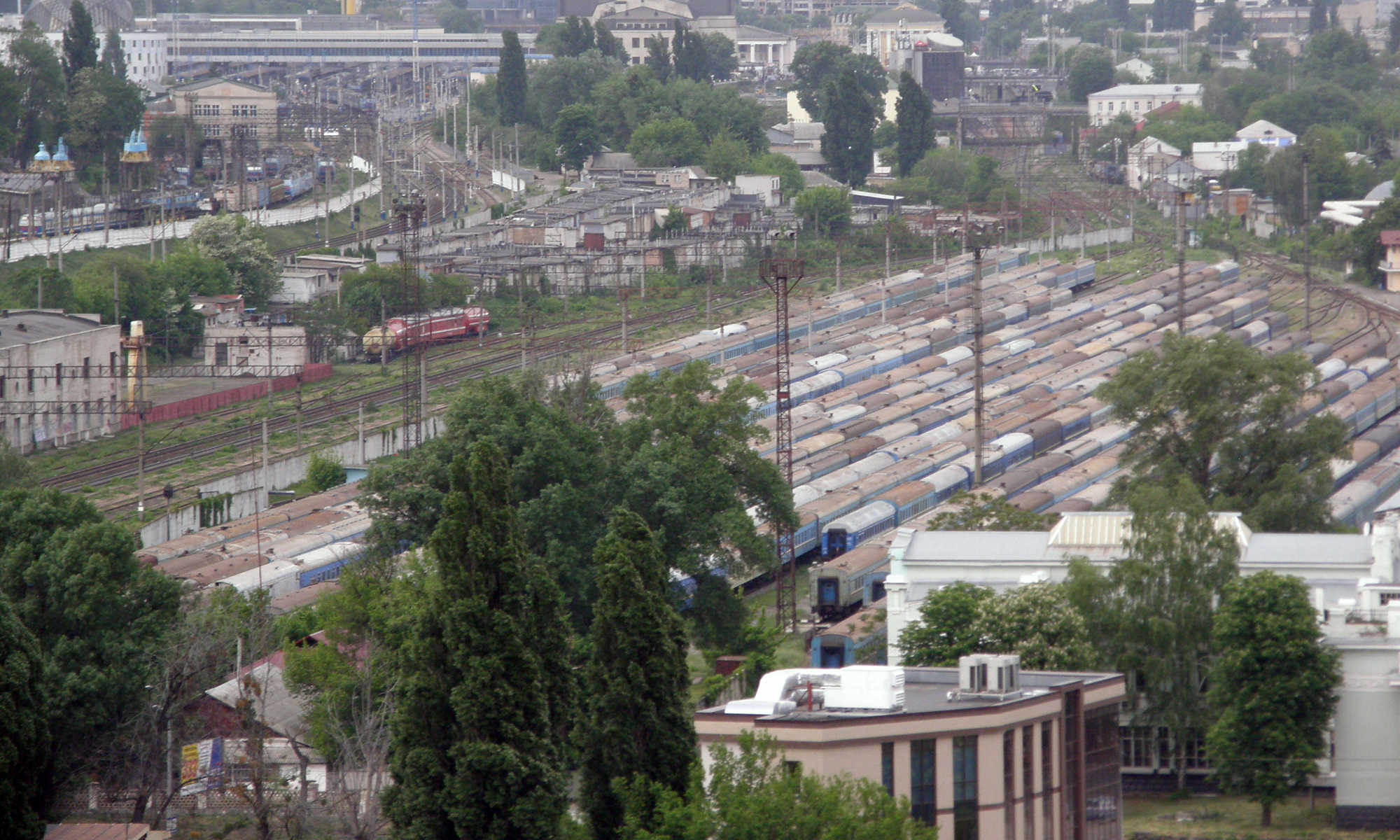
Les voies.